# Boicot

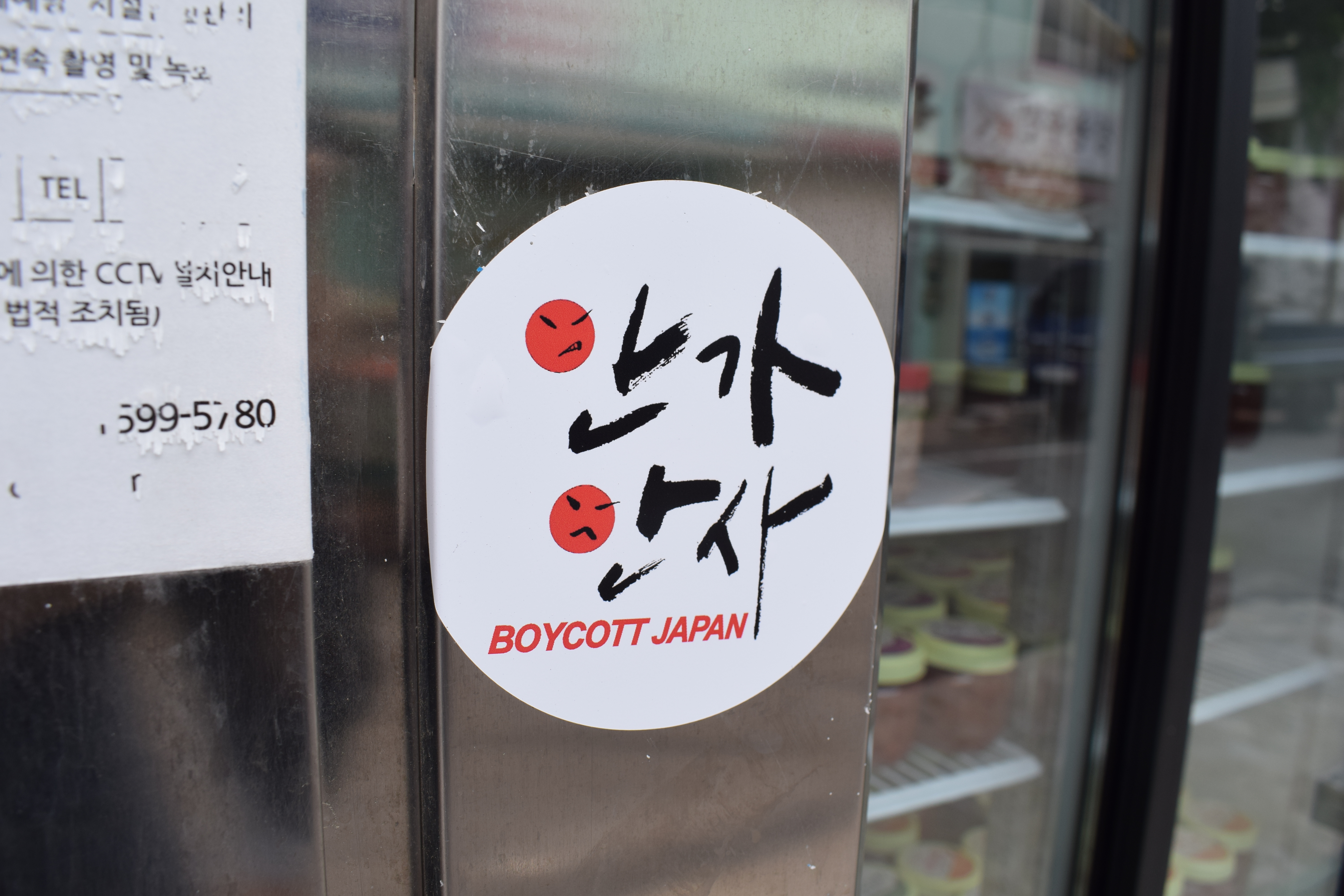
Calcomanía de «Boicot a Japón» en la ciudad de Mokpo (Corea del Sur)

Un boicot consiste en negarse a comprar, vender, o practicar alguna otra forma de relación comercial o de otro tipo con un individuo o una empresa considerados, por los participantes en el boicot, como autores de algo moralmente reprobable.

## Etimología
Boicot es un epónimo y un anglicismo cuyo origen reside en el apellido del capitán Charles Cunningham Boycott, administrador, a mediados de la segunda mitad del siglo XIX, de las fincas de un terrateniente absentista, el conde de Erne (Condado de Mayo, Irlanda).
En el marco de su «Guerra Agraria» (décadas de 1870 y 1890) para lograr una redistribución de las tierras y mejorar la situación de los granjeros en alquiler, la Irish Land League propuso una rebaja de los arrendamientos que el administrador rechazó, expulsando a continuación a los miembros de la Liga de las tierras. Su presidente, Charles Parnell, sugirió una alternativa no violenta para obligar al capitán a ceder: suspender todo tipo de tratos con él. Los jornaleros se negaron a cosechar o trabajar en su casa, los comercios a venderle comida (que debió traer de fuera) y el cartero local dejó de depositarle su correo. 
Para recoger la cosecha trajo cincuenta trabajadores del norte de Irlanda y mil policías y soldados de escolta, a pesar de no correr peligro físico; Boycott, cada vez más aislado, se percató en noviembre de que sus esfuerzos habían sido en vano, pues el coste de la cosecha fue de 10 000 libras, muy por encima de su valor. Ese mismo mes, The Times utilizó por vez primera para describir la novedosa forma de acción el término «boycott», acuñado por el P. John O'Malley de Mayo, que lo encontró más fácil de pronunciar para los aparceros que «ostracismo». (Michael Davitt, The Fall of Feudalism in Ireland).
El 1 de diciembre de 1880 el capitán Boycott huyó con su familia a Suffolk, Inglaterra, donde murió en 1897.

## Historia
Aunque el término aún no había sido acuñado, la práctica tiene antecedentes al menos desde 1830, cuando la National Negro Convention animó a boicotear productos fabricados por esclavos.
En 1915, Mahatma Gandhi llamó en la India a boicotear todos los productos británicos y revitalizó así las industrias locales, en la primera de sus acciones no violentas que permitirían, en 1947, recuperar la independencia de la India; él mismo tejió sus ropas con la rueca de hilar y el telar doméstico.
El 1 de diciembre de 1955, en Montgomery (Alabama, Estados Unidos), Rosa Parks, una costurera negra, se negó a ceder su asiento a un blanco en un autobús. El conductor llamó a la policía y la arrestaron. Los líderes de los derechos civiles organizaron un boicot a la compañía de autobuses poniendo al frente al pastor Martin Luther King. El boicot fue un éxito rotundo y tanto la compañía como los comerciantes del centro comenzaron a sufrir enormes pérdidas, y como respuesta, el 30 de enero de 1956 se atacaron con bombas las casas de Martin Luther King y otros dirigentes como Jo Ann Robinson.
Los líderes negros llevaron la cuestión ante los tribunales, pero ya no pedían una disminución de la segregación, como en las negociaciones con la compañía, sino su abolición lisa y llana. El 13 de noviembre de 1956, la Corte Suprema de los Estados Unidos declaró inconstitucional la segregación en los ómnibus, y el boicot terminó, con una victoria resonante, el 21 de diciembre, cuando el mandato de la Corte Suprema fue comunicado a Montgomery.
En Alemania, el director de prensa del Senado de Hamburgo, Erich Lüth (1902-1989), llamó en 1950 al boicot de una película del director Veit Harlan, debido a la colaboración de este con el nazismo. El productor de la película presentó una demanda civil contra Lüth y el caso llegó hasta el Tribunal Constitucional Federal alemán, que amparó a Lüth por considerar que la incitación al boicot constituía un ejercicio lícito del derecho a la libre expresión, señalando que así debían tenerlo en cuenta los tribunales de la jurisdicción ordinaria (A. Jana Linetzky, La eficacia horizontal de los derechos fundamentales, p.2).
Otros casos son: el del sindicato Farm Workers of America, que adoptó el principio de no violencia y promovió el boicot a las uvas de California; o el iniciado en 1995 por la Oficina Internacional por la Paz en oposición a las pruebas nucleares que se llevaban a cabo en la Polinesia Francesa. La industria vitícola francesa sufrió especialmente este boicot, debido a su popularidad internacional. Finalmente, el presidente de la República francesa, Jacques Chirac, se comprometió a firmar un Tratado de prohibición total de pruebas nucleares, ratificado por Francia en abril de 1998.
Algunos boicots destacan por su duración. El más largo fue el boicot de doce años contra Ford Motor Company iniciado por el Comité Nacional Irlandés. Finalizó en 1998, cuando la empresa aceptó poner en práctica los principios McBride, según los cuales las empresas estadounidenses no financian la discriminación contra los católicos en Irlanda del Norte.

## Métodos y objetivos
Un boicot se considera normalmente como una acción puntual para corregir un acto destacadamente reprobable. Si se prolonga en el tiempo, o como parte de un programa amplio de concienciación o de reforma de las leyes o los regímenes, el boicot forma parte del llamado consumo ético o consumo responsable, términos que se consideran más precisos, y que se centran en los cambios a largo plazo de los hábitos de consumo. Una de las victorias más significativas que se han logrado mediante un boicot fue precipitar la abolición del apartheid en Sudáfrica, con el apoyo de las «desinversiones» desde la década de 1980. Se iniciaron boicots en todo el mundo contra Shell, Kellogg (compañía) y Coca Cola entre otras, para protestar contra las políticas racistas del gobierno sudafricano. Las compañías objeto del boicot promovieron decisiones de los accionistas exigiendo no operar en el país, acelerando la abolición del régimen segregacionista en 1994.
Un boicot tiene hoy muchas más posibilidades de éxito gracias a Internet, a través de sitios web, grupos de noticias o listas de correo. El efecto «bola de nieve» en Internet es muy rápido comparado con otros. Ejemplo: el boicot de gais y lesbianas a las empresas anunciantes en el show televisivo de la Dra. Laura Schlessinger, que consideraron de contenido homófobo.

## Legalidad
El boicot es legal en la práctica en la totalidad de los países desarrollados. Solo se aplican restricciones a determinadas organizaciones como los sindicatos, que no pueden ordenar el boicot a los proveedores de bienes y servicios de sus compañías.